# Медиу-Арагуая (микрорегион)

Медиу-Арагуая на карте

Медиу-Арагуая (порт. Microrregião do Médio Araguaia) — микрорегион в Бразилии. Входит в штат Мату-Гросу. Составная часть мезорегиона Северо-восток штата Мату-Гросу. Население составляет 65 247 человек (на 2010 год). Площадь — 	32 039,025	 км². Плотность населения — 2,04 чел./км².

## Демография
Согласно сведениям, собранным в ходе переписи 2010 г. Национальным институтом географии и статистики (IBGE), население микрорегиона составляет:						
| Полное население                             | Полное население                             | Полное население                             | Полное население                             | 65 247 |
| -------------------------------------------- | -------------------------------------------- | -------------------------------------------- | -------------------------------------------- | ------ |
| в том числе:                                 | Городское население                          | 56 783                                       | Процент городского населения, %              | 87,03  |
|                                              | Сельское население                           | 8464                                         | Процент сельского населения, %               | 12,97  |
|                                              | Мужское население                            | 32 712                                       | Процент мужского населения, %                | 50,14  |
|                                              | Женское население                            | 32 535                                       | Процент женского населения, %                | 49,86  |
| Плотность населения, чел/км²                 | Плотность населения, чел/км²                 | Плотность населения, чел/км²                 | Плотность населения, чел/км²                 | 2,04   |
| Население микрорегиона в % к населению штата | Население микрорегиона в % к населению штата | Население микрорегиона в % к населению штата | Население микрорегиона в % к населению штата | 2,15   |

## Статистика
- Валовой внутренний продукт на 2003 год составляет 433 012 084,00 реалов (данные: Бразильский институт географии и статистики).
- Валовой внутренний продукт на душу населения на 2003 год составляет 6802,71 реала (данные: Бразильский институт географии и статистики).
- Индекс развития человеческого потенциала на 2000 год составляет 0,783 (данные: Программа развития ООН).